# Montenils
Montenils település Franciaországban, Seine-et-Marne megyében. Lakosainak száma 30 fő (2022. január 1.). Montenils Rieux, Tréfols, Le Vézier, Montolivet és Dhuys-et-Morin-en-Brie községekkel határos.

## Népesség
A település népességének változása:
| Lakosok száma | 30   | 28   | 27   | 26   | 25   | 25   | 25   | 26   | 30   |
|               | 2013 | 2015 | 2016 | 2017 | 2018 | 2019 | 2020 | 2021 | 2022 |